# Culicoides gambiae
Culicoides gambiae är en tvåvingeart som beskrevs av Clastrier och Wirth 1961. Culicoides gambiae ingår i släktet Culicoides och familjen svidknott. Inga underarter finns listade i Catalogue of Life.